# 핵무기

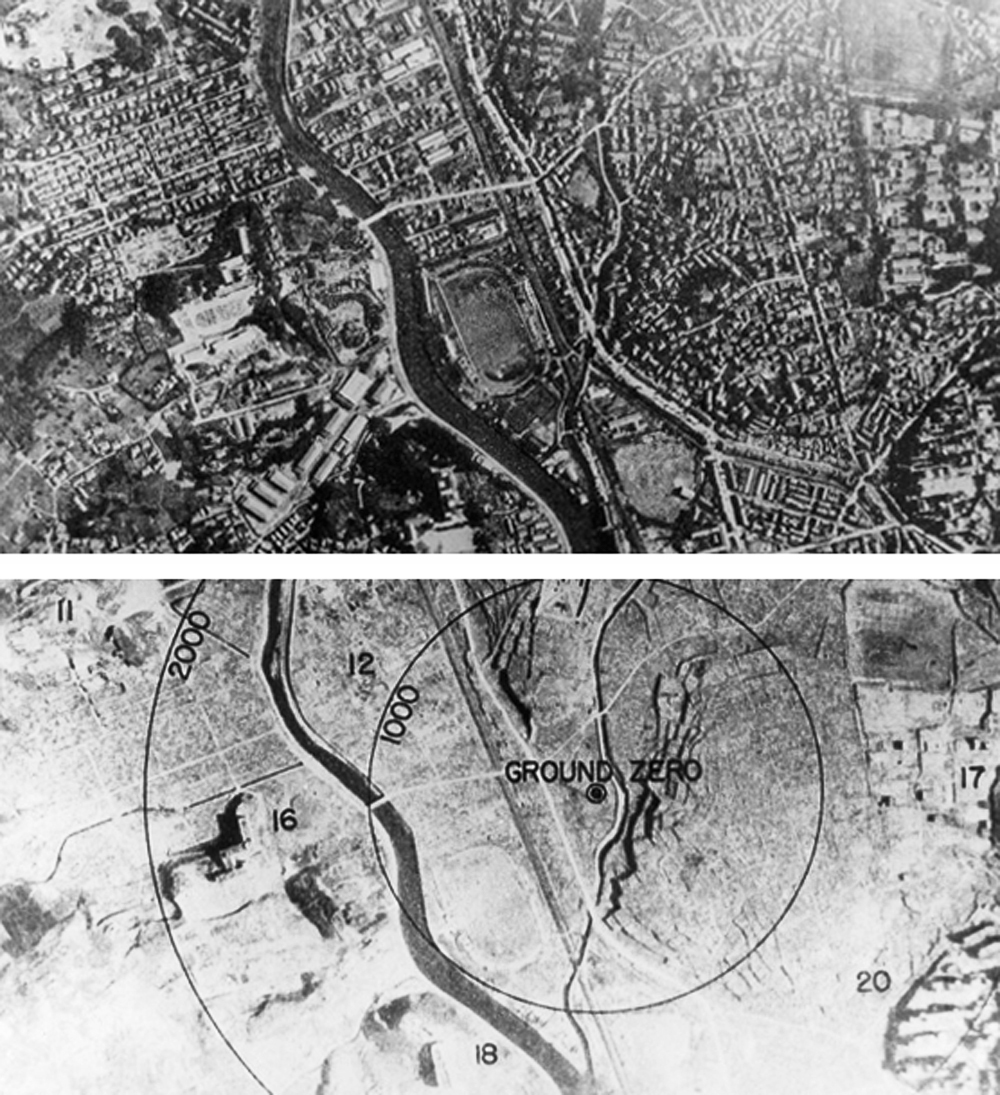
1945년 8월 15일 핵무기 투하 전·후의 나가사키시

핵무기(核武器, 영어: nuclear weapon)는 핵분열에서 발생하는 방대한 에너지를 이용하여 살상 또는 파괴하는 무기의 총칭이다. 핵분열의 경우 원자 무기(原子武器) 또는 원자 병기(原子兵器)라고도 한다. 가장 작은 핵무기도 재래식 폭탄에 비해 월등한 폭발력을 가지며, 가장 큰 것은 도시 하나를 통째로 사라지게 할 수도 있다. 나치독일이 그들의 과학력으로 먼저 만들기 시작했지만 연합국의 스파이 때문에 중수가 부족해져 만들 수 없게되었다. 핵무기가 실제로 전쟁에 사용된 것은 두 번 뿐으로, 미국이 제2차 세계 대전 말기인 1945년 8월 6일 일본 히로시마에 떨어뜨린 우라늄 폭탄인 리틀 보이와 1945년 8월 9일에 나가사키에 떨어뜨린 플루토늄 폭탄인 팻 맨이다. 미국, 소련(현 러시아), 영국, 프랑스, 중화인민공화국, 인도, 파키스탄은 수천 번의 핵실험을 실시했다.
핵무기의 위력은 일반적으로 'TNT 수백톤의 위력을 가졌다' 라든가, 'TNT 100만톤 이상의 폭발력을 가졌다' 등 같은 규모의 폭발을 일으킬 수 있는 TNT 폭탄의 무게로 나타낸다. 텔러-울람 설계와 같이 단계적으로 설계된 열핵무기의 경우, 핵물질만 충분하다면 이론상 가능한 핵출력은 제한이 없다. 그러나 핵출력의 규모가 커지면 탄두의 질량과 크기도 그만큼 커져서 운반하기 곤란해지고, 목표물을 파괴하는 것을 한참 초과하는 위력의 핵무기는 득보다 실이 많기 때문에, 전술적·전략적 효용성을 고려해 과도한 핵출력의 핵무기는 실전용으로 제작되지 않는다.

## 핵실험의 역사

핵탄두의 폭발실험

- 1945년 7월 16일 미국 뉴멕시코주 앨라모고도(Alamogordo) 서북쪽 60마일 되는 곳에서 실시되어 트리니티 테스트라고 명명, 후에 방사 화학적 분석으로 약 18.6킬로톤 정도의 위력을 낸것으로 판명.
- 1945년 8월 6일 '에놀라 게이'로 명명된 B-29 4발 중폭격기가 최초의 핵폭탄인 우라늄-235 폭탄 리틀 보이를 일본의 산업도시인 히로시마시에 투하 20만 명 사상, 가옥 6만호 파괴. 12 km2가 폭풍과 화재에 의하여 궤멸적인 피해를 입음.
- 1945년 8월 9일 미국이 플루토늄239 폭탄 팻 맨(Fat Man)을 나가사키시에 투하. 14만 명 사망.
- 1949년 8월 29일 소련 최초의 원자폭탄 실험 성공.
- 1952년 11월 1일 미국 최초의 수소폭탄 실험 성공.
- 1952년 10월 3일 몬테벨로 군도에서 영국 최초의 원자폭탄 실험 성공.
- 1953년 8월 12일 소련 최초의 수소폭탄 실험 성공.
- 1954년 수소폭탄의 외각을 우라늄238(238U)로 싼 3F폭탄을 미국에서 개발, 비키니 환초(Bikini Atoll)에서 최초 실험.
- 1957년 영국 최초의 수소폭탄 실험 성공.
- 1958년-1962년에 걸쳐 4년 사이에 미국은 7차례, 소련은 4차례 우주 공간에서 핵실험.
- 1960년 2월 13일 사하라 사막에서 프랑스 최초의 원자폭탄 실험 성공.
- 1961년 소련이 차르 봄바의 실험을 함. 이 수소폭탄의 위력은 TNT 5000만톤(50 메가톤)으로 지금까지의 핵폭탄 중 최대임.
- 1964년 중화인민공화국 최초의 원자폭탄 실험 성공.
- 1967년 중국 최초의 수소폭탄
- 1968년 8월 23일 프랑스 최초의 수소폭탄 실험 성공.

## 핵무기의 진보
핵무기는 전략·전술적 측면에서 최우선 과제로 채택되어 개발되었고 발전되어 왔다. 관심의 대상은 특히 핵탄두의 파괴력과 CEP에 있었고, 재래식 방공체제나 조기경보체제가 상대적으로 약화되는 시점에서 볼때 중대한 의미를 가졌다.
핵탄두의 경우 히로시마에 투하되었던 원자폭탄의 파괴력을 기준으로 하는데 그 폭발력은 20kt급이었다. 현재의 핵탄두는 핵분열·융합형으로, 소련의 SS-9가 단일 핵탄두로서는 최대규모인 20~25Mt급인데, 이것은 기준원폭과 비교할 때 무려 1,000~1,250배에 상당하는 위력을 가지며, 미국의 타이탄형은 5~10Mt급이다.
폭발력의 비약적 진전과 함께 MIRV화가 이루어졌다. MIRV화란 1기의 운반수단에 수발에서 수십발의 핵탄두가 탑재되어 대기권 돌입과정에서 각각 정해진 개별목표를 향해 분리 돌입하는 '다탄두 각개목표 재돌입화'로서, 핵탄두는 1Mt급으로 축소되었으나 통상 1운반체에 10발씩 탑재된다고 볼 때 전체적인 파괴력 규모는 실제로 증가된 것이다. MIRV화는 동시에 복수 이상의 목표를 공격할 수 있고, 투사중량(Throw weight)의 감소로 CEP가 크게 향상되었으며, 1운반체 1탄두에 대비한 재래식 방어·경보 체제를 무력화시켰다. 예컨대 핵탄두의 파괴력은 지형적인 영향을 많이 받는데 MIRV화로 동일 목표에 대한 각개 돌입으로 그 영향을 최소화할 수 있다는 것이다.
CEP(Circular Error Probability)란 일정한 수의 미사일을 발사했을 때 목표지점에 도달한 반수 이상의 착탄범위를 원으로 표시하여 반경 m로 환산한 명중 오차 정밀도를 말한다. 1960년 ICBM의 CEP는 400m 수준이었으나 미국의 미니트맨 Ⅲ형에 탑재되는 최신형탄두 Mk/2A가 220m, 피스키퍼(Mx 미사일)는 90m로 향상되었으며, INF인 미국의 퍼싱Ⅱ형은 불과 30m에 이르는 진전을 보였다. 구 소련의 경우 SS-19가 300m로 미국에 비해 뒤지고 있으나, INF인 SS-20의 경우 정밀도가 매우 뛰어난 것으로 알려져 있다.
전략공격 목표에 관해서 하드타깃과 소프트타깃이란 용어가 사용되는데, 여기서 하드타깃은 ICBM 기지나 군사기지·군사 시설물 등 견고한 방어체계를 갖추고 있는 목표물을 뜻하고, 소프트타깃은 방어시설이 약하거나 없는 대도시·공업중심지 등 공격자의 손실이 적게 예상되는 목표물을 가리킨다.

## 종류

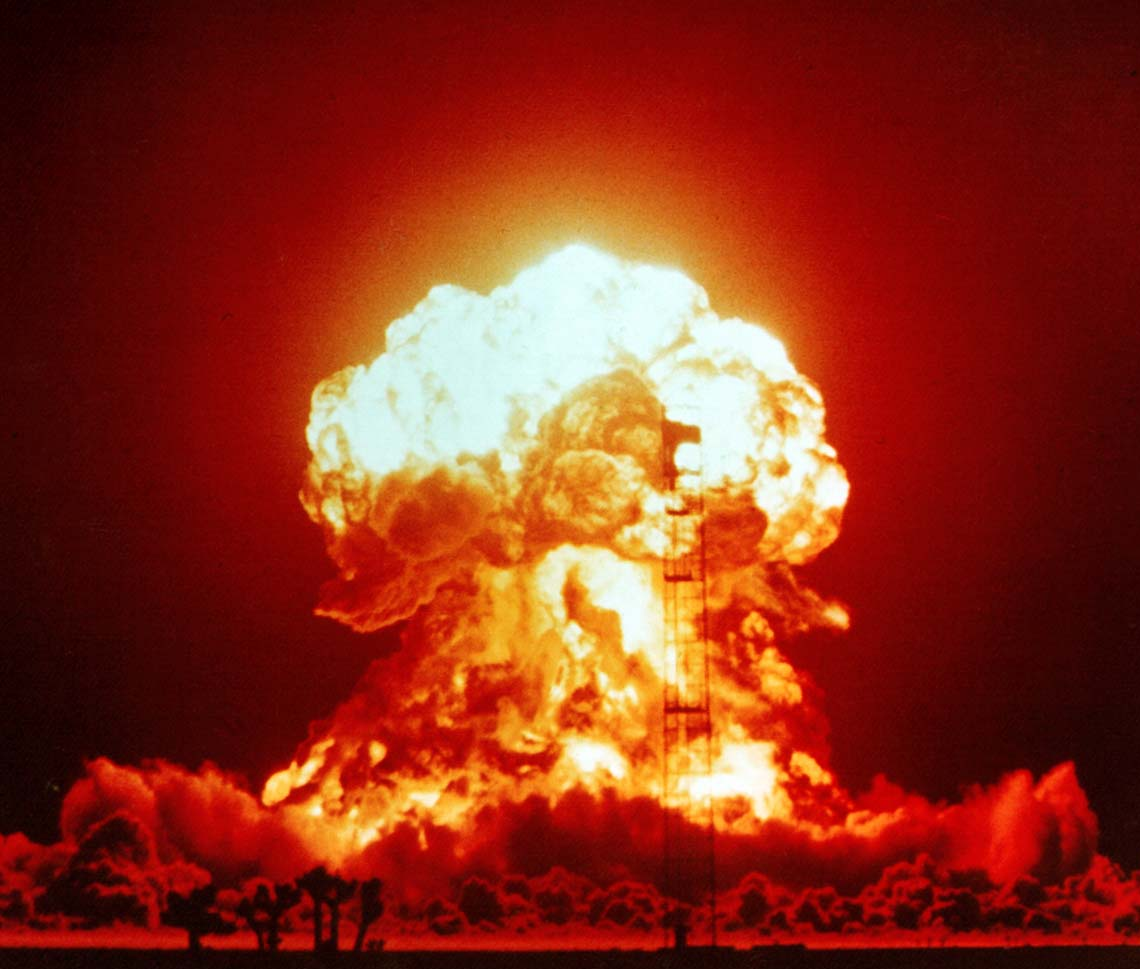
핵 실험

### 핵분열을 이용한 핵무기
가장 대표적인 핵무기는 핵분열을 이용한 것이다. 이 경우에 핵분열 물질로는 보통 우라늄과 플루토늄이 사용된다. 우라늄-235나 플루토늄-239 등이 쉽게 핵분열을 일으키고, 이들을 임계 질량 이상으로 모으면 연쇄 반응이 폭발적으로 일어나는 것을 이용한 것이다. 이를 원자 폭탄이라고 한다. 예를 들어, 농축도 93.5%인 우라늄-235의 임계질량은 크기로 따지면 핸드볼공 정도의 크기(약 17cm)에 해당한다. 이때 핵분열에 의한 폭발은 일반적인 화학반응이 따르는 질량보존 법칙과 에너지보존 법칙이 적용되지 않고, 아인슈타인의 특수상대성이론에 따라 우라늄의 미미한 질량 변화로부터 막대한 에너지가 발생하면서 연쇄 반응을 일으키게 된다.
핵무기의 기폭 방법에는 포신형(Gun type)과 내폭형(Implosion type)이 있다. 포신형은 원통 속에 임계량의 우라늄을 2개로 나누어 넣고, 화약의 힘으로 한쪽 우라늄 조각을 다른 쪽 우라늄 조각에 합쳐 임계상태가 되도록 하여 폭발이 일어나게 한다. 반면, 내폭형은 플루토늄 같은 핵분열 물질을 공 모양으로 내부에 배치하고, 주위를 폭약으로 둘러싼 후, 한꺼번에 폭약을 폭발시켜 순간적으로 고르게 압력을 가함으로써 임계상태에 도달하도록 유도한다.

### 핵융합을 이용한 수소폭탄
보다 큰 에너지를 얻기 위해서는 핵융합 반응을 이용한다. 핵분열 폭탄을 이용하여 중수소나 삼중수소, 리튬 등을 순간적으로 가열/압축하여 핵융합 반응을 일으킨다. 이 원리를 이용한 수소 폭탄은 원자 폭탄의 수 백배 이상의 파괴력을 지닌다. 수소폭탄은 베릴륨을 밖에 배치, 그 안은 스티로폼으로 한다. 일부공간을 남기는데 일부는 핵분열 폭탄의 적재, 일부는 삼중 수소 등을 넣는데 사용한다. 삼중수소 등은 폴루토늄 통안에 갇힌다. 내부에는 폴루토늄 기둥이 있다.

### 기타
그밖에도 여러 종류의 핵무기도 있다. 핵무기 주위를 적당한 물질(코발트나 금) 등으로 감싸서 방사능 낙진의 양을 늘리는 ‘Salted’ 핵무기들도 있다. 그리고 고속중성자를 이용, 생물 살상에 쓰이는 중성자 폭탄도 있다.

## 효율
초기에는, 플루토늄 핵폭탄의 효율성은 20% 미만이었고, 이 수치는 고농축우라늄(HEU) 핵폭탄의 경우 훨씬 더 낮았다. 히로시마에 투하된 핵폭탄 리틀보이의 산출량은 약 15kt이었지만, 실제로는 총 60kg의 고농축우라늄 중 약 700g만이 핵분열되어 효율성이 1%를 조금 넘었다. 완전한 핵분열을 했을 때, HEU 6kg의 폭발력은 100kt보다 약간 높다. 1% 효율성일 때, HEU 6kg의 폭발력은 약 1kt이다. 이것은 Cochran과 Paine(1995)의 추정을 실현 가능하게 하며, 8kg의 HEU 또는 보다 정교한 무기의 경우 2.5kg으로 1킬로톤의 생산량을 생산하기에 충분하다는 것을 나타낸다. 100% 효율일 때, U-235 1kg의 핵분열은 약 7 x 1013 J/kg 또는 약 17kt의 즉각적인 폭발력을 낸다.
서균렬 서울대 교수는, 100% 고농축우라늄 5 kg이면 폭발효율이 20%라고 할 때, 즉 1 kg만 연쇄반응하고 나머지는 날아가더라도, 재래식 화약 삼질화톨루엔 TNT 20 kt, 즉 2만 톤급 핵폭탄을 제작할 수 있다고 말한다.
서균렬 서울대 교수는 "핵물질에 따른 핵폭탄의 위력은 크게 차이가 없다. 같은 양을 사용했을 때 플루토늄이 5~10%로 더 세지만 중요한 것은 핵폭탄을 만들 때 사용되는 양"이라며 "위력도 증명하면서 소형화·경량화를 통해 대륙간탄도미사일(ICBM)에 탑재해야 하기때문에 플루토늄을 이용한 핵폭탄 제조를 선호할 가능성이 있다"고 설명했다.

## 전술핵과 전략핵

### 전술핵
전술핵은 위력이 킬로톤 이내인 전술 무기이다.
이는 매우 효율성, 경제성이 있는 전투 수단이다.
재래식 대포로 발사할 수 있는 최초의 전술핵은 미국이 50년부터 개발을 시작해 1953년 5월 25일 첫 발사실험을 한 'Mk9'라는 핵폭탄이다. Mk9는 280mm 직사포로 발사되며, 전장에서 핵무기가 사용될 가능성이 있음을 보여준 전술핵의 효시다.

### 전략핵
전략핵은 적의 영토 혹은 국가 기반, 대도시를 파괴할 목적으로 사용되는 핵무기로 핵탄두를 탑재한 대륙간 탄도 미사일(ICBM)과 잠수함 발사 탄도 미사일(SLBM)이 있다.
공중 발사 순항 미사일도 있다.

## 핵무기와 원자로
핵무기(핵폭탄, 원자폭탄)와 원자로는 모두 우라늄의 핵분열에서 나오는 에너지를 이용한다. 천연우라늄에는 여러 가지 동위원소가 있는데, 이 가운데 대표적인 것인 우라늄-235와 우라늄-238이다. 천연우라늄의 약 0.1%에서 0.7%를 차지하는 우라늄-235는 스스로 핵분열이 가능한 반면, 천연우라늄의 약 99.3%를 차지하는 우라늄-238은 스스로는 핵분열이 불가능하다. 그리고 핵분열 반응의 재료에 스스로 핵분열이 가능한 우라늄-235가 얼마나 포함되어 있느냐에 따라, 핵분열 반응이 원자력발전에 이용되기도 하고 무기개발에 이용되기도 하는 것이다.
핵무기는 우라늄-235가 90% 이상 고농도로 농축되어 있어, 순간적으로 수많은 핵분열이 일어나며 폭발한다. 이에 비해 원자력발전은 원자로에 우라늄-235가 3~5%만 농축되어 있어서 핵분열이 서서히 진행될 수 있는 것이다.
원자력발전과 핵무기의 또 다른 중요한 차이는 연쇄반응에 대한 통제가 가능하냐 하는 점이다. 원자로는 핵분열 연쇄반응을 자유롭게 조절하기 위해 중성자를 잘 흡수하는 제어봉을 이용하며, 전원이 끊겨 작동이 불가능한 경우에도 제어봉에 의해 자동으로 정지시킬 수 있다. 원자로는 이밖에도 고농도 붕산수를 냉각수에 주입해 핵분열 연쇄반응을 조절할 수 있다.

## 폭발 규모 및 피해
핵무기는 에너지(X선)·열·폭풍에 의한 파괴효과를 지니는데, 핵반응에 의해 방출되는 α·β·γ 입자는 광범위하고 오랜 방사능 오염지대를 형성한다.
파괴효과에 영향을 미치는 제요인을 배제하고 저고도에서 1Mt급 탄두를 폭발시킨 경우 9.6km 이내의 목조건물은 완전히 파괴되고, 6.4km 이내의 연와건물도 완전히 파괴되며, 콘크리트·석조 건물도 4.8km 이내이면 전부 파괴된다. 10Mt급의 경우 목조건물은 22km, 연와건물은 14.4km, 콘크리트건물은 10km 이내이면 전부 파괴시킨다. 폭심은 순간적으로 수천도의 고열에 휩쓸려 대화재를 일으킨다.
인체에 대한 피해는 1Mt의 경우 14.4km, 10Mt이면 38km의 지점에서도 피부에 2도화상을 입으며, 방사선에 의한 치사반경은 2.4km에 이를 것으로 보고 있다. 폭발 1분 후에 1Mt급 탄두가 발하는 핵방사선은 라듐 1천만 톤에 해당할 정도로 강렬하다. 또 방사성낙진이나 잔류 방사능으로 원폭풍이 발생해 피폭효과는 지속된다.

### 시뮬레이션
대한민국 국방연구원에서는 1메가톤급 핵폭탄이 서울 종로구 세종로 사거리 상공에서 터질 경우, 폭발지점으로부터 반경 7 km 이내의 모든 사람이 사망하고, 따라서 업무 시간대에 반경 3 km 내에 있을 것으로 예상되는 300만 명이 전원 사망할 것으로 예상한다.
2004년 10월 26일 미국 국방위협감소국(DTRA: Defense Threat Reduction Agency)이 시뮬레이션 결과를 발표했다. 서울 상공에서 100kt 규모의 핵탄두가 폭발하면 31만 명이 즉사하는 것을 포함해 총 630만 명의 사상자가 발생하는 것으로 나타났다. 핵폭발에 의한 1차 인명피해는 현장에서 31만 679명이 즉사하고 핵폭풍과 열복사선에 의해 23만 2183명이 중상을 입는 것으로 나타났다. 방사능 낙진에 의한 2차 인명피해는 핵폭발 1분 뒤부터 쏟아져 내리는 방사능 낙진이 북서풍을 타고 수도권 서남부 지역으로 광범위하게 퍼지면서 많은 지역이 피해를 입는 것으로 예측됐다.
국방연구원에서는 20kt급 핵폭탄이 터질 경우에는, 폭발지점으로부터 반경 1.2 km 이내의 모든 사람이 사망할 것으로 보고 있다. 1945년 8월 6일, 일본의 히로시마시에 투하된 미군의 리틀 보이가 20킬로톤급으로서, 보통 핵폭탄의 위력이 히로시마 원폭의 몇 배나 되는가 하는식으로, 그 폭발력을 표시하는 한 기준으로 사용되고 있다.
미국의 국제천연자원보호협회(NRCD)가 2004년 미 국방부에 제출한 한반도 가상 핵전쟁 시나리오에 따르면, 15kt의 핵탄두 1개가 대한민국 국방부와 미국 제8군이 있는 서울시 용산구 삼각지 500m 상공에서 폭발할 경우 반경 4.5km는 잿더미로 변하고 서울 중심부는 물론 경기도 고양시 일산, 성남시 분당, 수원시까지 핵폭풍과 충격파, 낙진으로 파괴돼 60만∼120만 명의 인명 피해가 날 것으로 분석됐다. 2001년, en:Ashley J. Tellis는 파키스탄이 인도군 기갑사단 한개를 파괴하려면 15 kt 핵폭탄 37발 또는 8 kt 핵폭탄 57발이 필요하다고 보았다. 15 kt 핵폭탄 한 발이면, 100 m 간격으로 정렬된 탱크 55 대를 파괴할 수 있다. 만약 300 m 간격으로 탱크가 정렬되어 있다면, 15 kt 핵폭탄 8발로 55대의 탱크를 파괴할 수 있다. 15 kt 핵폭탄 한 발이면, 100 m 간격으로 정렬된 탱크 64대를 열폭풍으로 파괴하며, 방사능 피해로 360대 탱크 승무원을 죽일 수 있다.
미국 국방부 산하 국방위협감소국(DTRA)에서는, 북한이 10kt급 핵폭탄을 서울에 투하할 경우 최소 34만 명의 사상자가 발생할 것으로 보고 있다. 즉, 최소 18만 명의 사망자와 16만 명의 부상자가 발생할 것으로 예상하고 있다. 18만 명의 사망자 중 10만 명은 핵폭발 당시 즉사, 8만 명은 낙진 피해로 사망할 것으로 본다.

## 핵무기 보유국
| 국제 협약에 의한 비핵무기지대. 핵무기 보유국에 속한 영토도 포함되어 있는데, 비핵무기지대에 해당 영토가 속해 있음을 인정한 경우이다. 핵무기 보유국과 비핵무기지대에 속하지 않는 핵보유국의 영토. 핵무기 공유국 (전시에 해당국가에서 바로 작전이 가능하도록 미국 핵기지가 위치한 국가) 어느 쪽에도 속하지 않으나 핵확산방지조약에는 가입한 국가. |

### 미국
2010년 5월 3일 미국은 실전 배치돼 있는 장ㆍ단거리 핵탄두가 5,113기(2009년 9월 기준)의 핵무기를 보유하고 있다고 밝혔다. 미국과학자연맹(FAS)은 사용가능한 것 모두 합치면 실제 미국의 전체 핵 보유고는 1만여기에 달할 것으로 추정하고 있다.

### 러시아
소련은 미국을 대항하기 위하여, 재래식 무기 이외에도 1949년에 원자 폭탄을 만들었고 1953년에는 수소 폭탄을 만들었다. 1961년에는 세계에서 가장 강력한 핵무기 차르 봄바를 만들었다.

### 영국
1952년 호주 몬테벨로 섬에서 원자폭탄 실험에 성공하고 1957년에 수소폭탄의 실험에 성공했다.

### 프랑스
결국 프랑스는 1960년 2월 알제리(당시 프랑스 영토)에서 원자폭탄 실험 1968년 수소폭탄 실험 성공했다.

### 중국
과거 중국은 핵무기 개발에 성공한 후 핵확산을 적극적으로 지지했으며 핵확산을 막으려는 시도는 제국주의자들의 음모라고 비난했다. 당시 중국은 대놓고 핵무기 기술을 이전할 정도로 후진국들의 핵무기 개발을 상당한 수준까지 지원했다. 그래서 전차와 같은 고도의 군사기술, 핵무기나 화학무기 등 대량살상무기 기술의 전파가 주요 원인의 하나가 되어 미국은 중국에 심한 제재를 지속적으로 가했고 중국은 이에 격렬하게 저항했다. 하지만 결국 미국의 압박을 견딜 수 없었던 중국이 개혁·개방을 결심하면서 미국의 시대적 승리가 결정되었다.

## 비공식 핵무기 보유국

### 조선민주주의인민공화국
조선민주주의인민공화국은 2003년 1월 10일 NPT 탈퇴 이후 꾸준히 핵개발을 시도해 2016년 1월 6일 수소폭탄 실험에 성공하고, 2017년 9월 8일 수소폭탄 개발까지 되어 있다고 발표하였다. 그러나 주위 나라들의 반발 또한 거세지고 또한 유엔 안전 보장 이사회 결의를 위반해 사회적으로 고립 되고있는 추세이다.

### 이스라엘
이스라엘은 약 300개의 핵탄두를 보유하고
있는 것으로 알려져있다.

### 인도
인도는 핵확산방지조약(NPT)에 처음부터 현재까지 가입하지 않았다. 인도는 1962년 중국과의 국경분쟁, 1964년 중국의 핵실험 성공, 1965년 인도-파키스탄 전쟁을 거치면서 핵이 필요하다는 결정을 내렸다. 이후 개발이 잠시 중단되었다가 파키스탄 역시 핵개발을 추진함에 따라 인도 역시 1998년부터 개발을 재개했다. 2006년 미국과 원자력 협정을 체결하면서 핵확산방지조약(NPT) 미가입국이지만 핵을 가지고 있는 나라가 되었다.

### 파키스탄
냉전 시대에 미국과 동맹이었으나 인도-파키스탄 전쟁을 겪으며 동맹이 약화됐고 파키스탄이 이때부터 핵개발을 시작했다. 미국은 초기에 반대했으나 1980년대 소련의 아프가니스탄 침공이 있자, 암묵적으로 개발을 용인했다. 소련이 철수하자, 미국이 다시 제재를 가했으나 이미 핵 기술은 충분히 개발된 상태였고 현재 파키스탄은 핵무기를 가지게 되었다.

## 과거 핵보유 국가
남아프리카 공화국
 카자흐스탄(개발 당시  소련)
 벨라루스(개발 당시  소련)
 우크라이나(개발 당시  소련)

## 과거 핵개발 시도 국가
1970년 대한민국은 대통령 박정희가 비밀리에 핵개발을 시도했던 적이 있었지만 현대에 들어와 비핵화를 견지하고 있다. 비공식적으로 ‘현재 핵무기를 갖고 있지는 않으나 핵개발 능력을 지닌 나라’로 분류되어 있다. 2013년 한미 원자력 협정이 끝나면 핵연료 활동이 중지되며 규정에 따라 미국의 동의가 있어야 가능하게 된다.
2010년 11월 북한의 우라늄농축시설 발표에 대처 방안으로 대한민국의 국방부장관은 美전술핵 한국 재배치도 검토 할 것이라 밝혔다. 대한민국은 현재까지 핵무기 보유 시도 국가로 되어 있으나 한미간 긴밀히 협의를 통한 철저히 준비할 계획이라 강조했다. 한미 원자력 협정을 앞두고 있다.
 독일(개발 시도 당시  나치 독일) 
 일본(개발 시도 당시  일본 제국) 
 중화민국
 브라질
 아르헨티나
 알제리
 리비아
리비아는 핵확산방지조약(NPT)에 가입하고도 핵 개발을 추진했다. 파키스탄이 제공한 기술이 바탕이 되었다. 2003년 국제사회의 압력에 굴복해 개발을 포기했다.

## 핵개발 시도 국가
이란
 시리아
 사우디아라비아
 미얀마
 일본
 중국
 북한

## 같이 보기
- 핵무기 목록
- 핵폭발
- 핵무기 보유국
- 생물학 무기
- 화학 무기
- 수소폭탄
- 슈퍼컴퓨터